# Осада Валансьена (1793)
Осада Валансьена (фр. Siège de Valenciennes) длилась с 25 мая по 28 июля 1793 года и проходила во время войны Первой коалиции эпохи французских революционных войн. Французский гарнизон под командованием генерала Жан Анри Бекэ Феррана, осажденный в Валансьене частью армии коалиции под командованием герцога Йоркского, выдержав двухмесячную осаду, капитулировал 28 июля.

## Ход событий
После поражения в сражении при Фамаре и отхода французской армии от Валансьена генерал Ферран, оставленный оборонять крепость и город 24 мая приказал затопить приречную низменность у Валансьена, закрыв шлюзы у Грос-Жан, Репенти и Порт Нотр-Дам.
25 мая герцог Йоркский послал парламентера в Валансьен с требованием сдать предместье и передовую позицию Марли. Борегар, назначенный генералом на 2 дня, и капитан инженеров Жан Дембаррер, отказались сдаться.
В воскресенье 26 мая австрийские войска фельдмаршала Феррариса при поддержке 80 орудий вышли из Солтена тремя колоннами и одновременно атаковали Марли во всех пунктах. Единственная французская батарея на опорном пункте вела огонь и вызывала опустошение в рядах противника. После 3 часов боев 2 полевые батареи были установлены на передовые позиции у Кардонских ворот. Французские солдаты, измученные усталостью, понесшие значительные потери, оставшиеся без командира и артиллерии, на левом фланге бросились бежать, но у Кардонских ворот были остановлены подоспевшим Борегаром. К концу дня горевший пригород Марли был в руках австрийцев.
Из 4000 гарнизона французы потеряли 190 убитыми, 400 ранеными, также из 25 артиллерийских орудий 14 были захвачены противником, а остальные 11 повреждены.
27, 28 и 29 мая были проведены работы, необходимые для обеспечения безопасности города. Ремонт шлюзов и дамб позволил ускорить затопление.
Союзники придавали большое значение взятию Валансьена. Наблюдательная армия численностью 30 000 человек была размещена возле Эррена, фронтом к Бушену и Дуэ, чтобы прикрыть осадную армию, которая также насчитывала 30 000 человек и была разделена на три корпуса. Один, из 13 австрийских батальонов и 12 эскадронов, под командованием фельдмаршала Феррариса расположился лагерем в долине Этре; другой, состоящий из английских бригад, занял Ольнуа и Солтен, а третий, состоящий из ганноверских 14 батальонов и 15 эскадронов, занял пост в лагере Фамар. Герцог Йоркский был главнокомандующим осадным корпусом, его штаб-квартира находилась в Этре. Феррарис командовал осадными работами и расположил своей штаб в Оннене.
Перед тем как начать правильную осаду, австрийцы, расставив батареи в различных точках фронта со стороны Монса, бросили на город несколько ядер, на которые французские артиллеристы поспешили ответить. Герцог Йоркский, решил устроить бомбардировку города и рассчитывал на лиц, выступающих против революции. Он надеялся, что жители, опасаясь ужасов бомбардировки, вскоре заставят французского коменданта генерала Жан Анри Бекэ Феррана согласиться на капитуляцию.
К воскресенью 9 июня ретраншементы осаждающих, их взаимные коммуникации, особенно от Марли до правого берега Ба-Эско, были почти полностью закончены. Это указывало на решимость начать осаду со стороны Монса.
Майор Унтербергер, присланный в осадный корпус из штаба Кобурга, знал, что в Валансьене много войск и мирного населения, а казематов для бомбоубежищ нет, поэтому он посоветовал Феррарису, командовавшему осадой, днем стрелять из полевых орудий, а ночью использовать две батареи мортир, а также две другие, стреляющие раскаленными ядрами. Таким образом, они надеялись поджечь город и сжечь продовольствие, доведя горожан до отчаяния, чтобы заставить их капитулировать и сдаться. В то же время он предлагал обстрелять шлюзы, чтобы разбить их и сбросить воду.
Австрийцы установили в Анзене батареи, вооружённые 14 мортирами, англичане установили в Брикете 2 мощные батареи из орудий и мортир.
В ночь с 13 на 14 июня осаждающие открыли огонь из своей тяжёлой артиллерии. Днем герцог Йоркский направил новое требование о капитуляции муниципалитету и коменданту, на которое получил отказ.
В ответ на этот отказ в 7 часов вечера был открыт огонь из всех своих батарей первой параллели, из четырнадцати мортир, установленных в Анзене и окрестностях, и из шести других мортир, размещенных на высотах у Фамарского шоссе. Град снарядов обрушился как на позиции защитников со стороны Монса, так и на кварталы со стороны Турне, Нотр-Дама, Бегинажа, Камбре, и менее чем через десять минут пятьдесят пожаров охватили эти кварталы. Всю ночь с позиций у Анзена и с фамарского шоссе через каждые пять минут продолжался обстрел из мортир по Валансьену.
Первая бомбардировка обескуражила жителей Валансьена. Они шумно собирались на улицах и кричали о капитуляции. Представители Конвента Бриез и Кошон пытались успокоить их и взывали к храбрости и патриотизму. Это недовольство горожан не умерило пыл ни старого генерала Феррана, ни его храброго гарнизона, который даже предпринял несколько вылазок.
18 июня отряд в 300 человек в семь часов вечера сделал вылазку и напал на рабочих, чинивших траншею и на их охрану, которых он обратил в бегство; но сильная стрельба и несколько выстрелов картечью из батарей параллели вынудили их вернуться в город, потеряв несколько человек.
В тот же день 18-го, когда вражеский огонь усилился, артиллерия с крепостных валов отреагировала с такой силой, что расходовали 50 тысяч пороха. Бомбардировка продолжалась почти непрерывно с той же энергией с 18-го до конца осады и каждый день вызывала новые разрушения в городе.
Вторая параллель, начатая 19-го и вооружённая 25-го, нанесла большой ущерб бастиону Потерн, куртине у ворот Монса, горнверку и бастиону Капуцинов. 28-го осаждающие двинули вперед сапы и заложили третью параллель, которая была закончена и вооружена только 7 июля.
Нехватка осадных боеприпасов, а также потери от обстрела с крепости и свирепствующей эпидемической болезни вынуждали герцога Йоркского предпринять штурм. Поэтому вначале он намеревался захватить в одном из мест прикрытый путь и взорвать палисады, прикрывавшие вал. Эта операция подведения и взрыва мин должна была увенчаться успехом.
25 июля, в девять часов вечера, все было готово к штурму, который осуществлялся тремя колоннам. Первая из них, состоявшая из англичан, двинулась слева от выступающего угла горнверка; вторая, образованная австрийскими войсками, двинулась справа от этого горнверка и шла под командованием графа Д’Эрбаха; третья, состоявшая из венгров и валахов, под командованием генерала Венкгейма двинулась против ещё одного небольшого горнверка и прикрывающей его флеши. Чтобы отвлечь внимание от места штурма, усилили артиллерийский обстрел крепости. Страшный взрыв уничтожил два валварка вместе с их защитниками и открыл широкий пролом в палисаде и части крепостных стен между воротами на Кардон и Камбре.
Первая и вторая атакующие колонны тут же бросились в брешь. Завязался ожесточенный бой, французы отступили и их энергично преследовали до ворот цитадели, у которых произошла ужасная бойня, потому что их не открыли из-за опасения, что противник войдет в город вместе с беглецами. Жан Анри Бекэ Ферран поспешил к этому пункту и контратакой одним полком восстановил порядок. Осаждавшие отступили и сохранили в своих руках только один горнверк.
Генерал Край, который во время этой атаки занял редуты Сен-Рош и Нуармутье, также оставил их после того, как подвергся обстрелу из крепости.
26 июля герцог Йоркский снова обратился с требованием о капитуляции. Под нажимом горожан и деморализованных солдат Совет обороны согласился капитулировать, добившись почётных условий для выхода гарнизона с оружием и обязательством не воевать против союзников. Капитуляция была подписана 28 июля. Противник в тот же день занял передовые позиции и внешние посты разрушенного города и цитадели.